# Creve Coeur (Illinois)
Creve Coeur – wieś w Stanach Zjednoczonych, w stanie Illinois, w hrabstwie Tazewell.